# Mario Acuña
Mario Acuña (né le 12 mars 1940 à Córdoba (Argentine) et mort le 5 mars 2009 à Bowie au Maryland est chercheur astrophysicien de la NASA au Goddard Space Flight Center spécialisé dans les plasmas spatiaux et les magnétosphères planétaires. Il est l'un des principaux pionniers des champs magnétiques planétaires.
Mario Acuña est naturalisé américain en avril 1994. Il est diplômé d’électrotechnique à l'Université nationale de Córdoba en 1962 puis de l'Université nationale de Tucumán en 1967. Il devient docteur de Physique spatiale en 1974 à l'Université catholique d'Amérique en 1974.
Mario Acuña est le principal chercheur sur le magnétomètre pendant diverses missions dont notamment celles de Pioneer 11 en 1973, de Mars Global Surveyor en 1994 et de MESSENGER.
Il est mort à 68 ans à Bowie (Maryland) d'un myélome multiple.